# Kyjov (Žďár nad Sázavou)
Kyjov (in tedesco Kyjow) è un comune ceco situato nel distretto di Žďár nad Sázavou, nella regione di Vysočina.